# 圆锥悬钩子
圆锥悬钩子（学名：Rubus paniculatus）为蔷薇科悬钩子属的植物，是中国的特有植物。分布在尼泊尔、不丹、克什米尔、锡金、印度以及中国大陆的云南、西藏等地，生长于海拔1,500米至3,200米的地区，常生长在山坡杂木林内以及沟边溪旁，目前尚未由人工引种栽培。